# Lipprechterode
Lipprechterode är en kommun och ort i Landkreis Nordhausen i förbundslandet Thüringen i Tyskland.
Staden ingår i förvaltningsgemenskapen Bleicherode tillsammans med kommunerna Bleicherode, Großlohra, Kehmstedt, Kleinfurra och Niedergebra.